# 和平街站
和平街站位于中华人民共和国四川省成都市郫都区望丛中路与和平街交叉口，是成都地铁6号线的地铁车站。本站于2020年12月18日随成都地铁6号线开通而启用。本站在规划阶段曾用名“郫筒镇站”。

## 车站结构

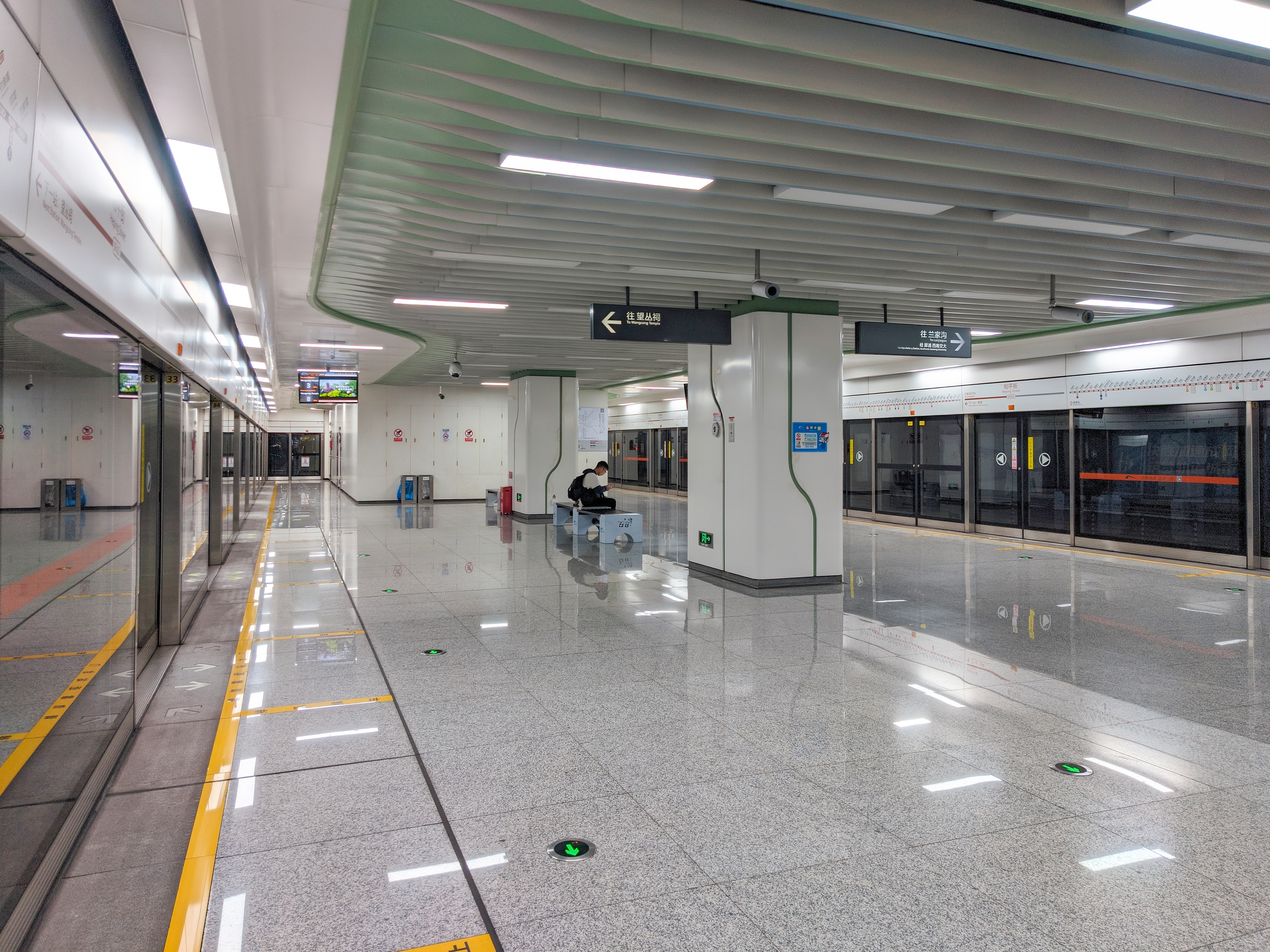
站台
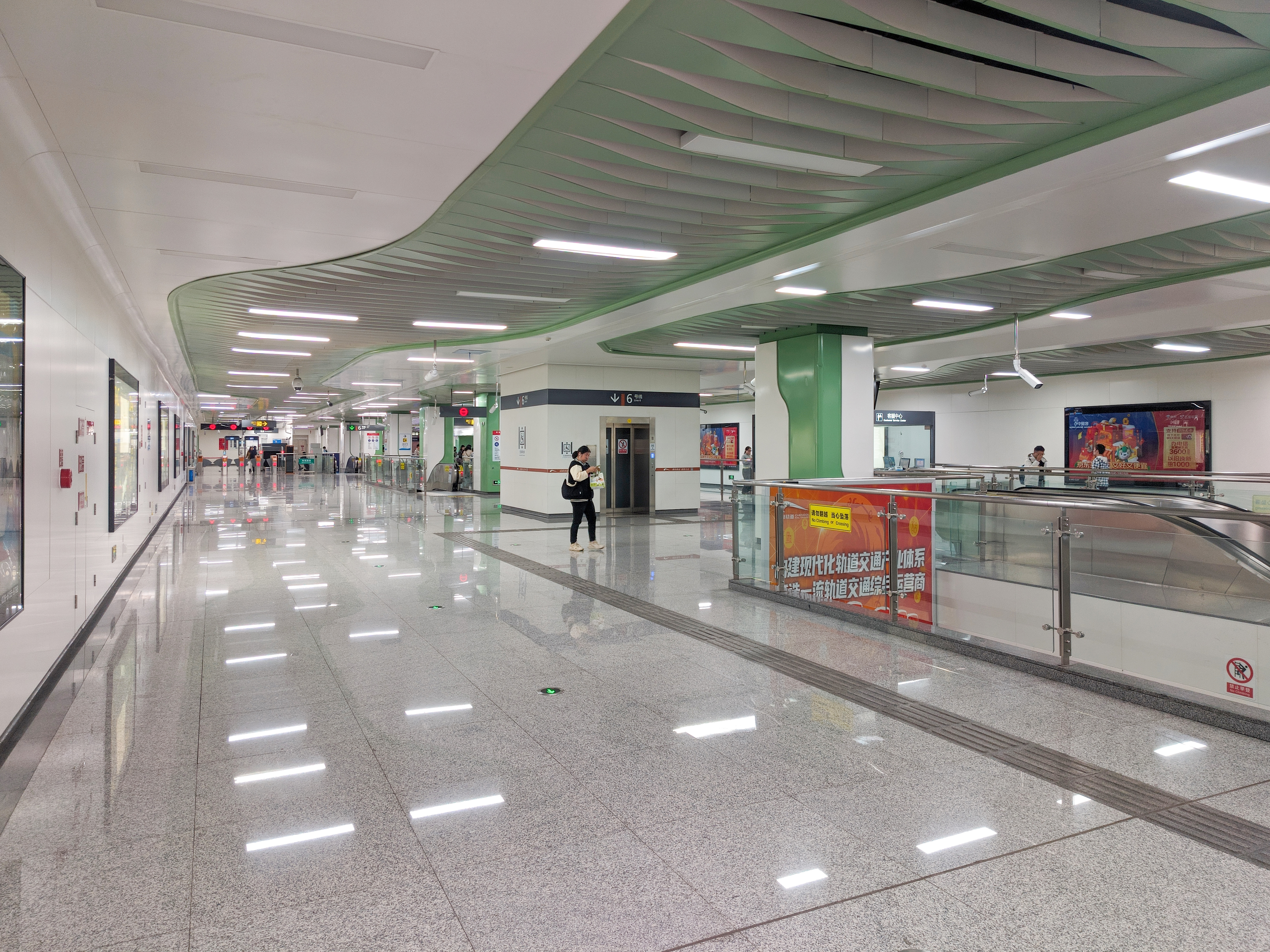
站厅

本站为地下二层11.5米宽岛式站台车站。
| 地面              | 0    | 出口                                                                                                |
| 地下一层          | 站厅 | 自助购票 客服中心                                                                                   |
| 地下二层          | 站台 | \| \| \| 6号线往望丛祠（终点站） \| \| 島式 · 開左邊车门 \| \| \| \| \| \| 6号线往兰家沟（郫筒） \| |
|                   |      | 6号线往望丛祠（终点站）                                                                             |
| 島式 · 開左邊车门 |      | |
|                   |      | 6号线往兰家沟（郫筒）                                                                               |

- 站台
- 站厅

## 内装与公共艺术
本站为6号线45座一般艺术站之一。
本站属于6号线一二期北段，以“青春创业活力”为灵感，以绿色为主基调打造出简洁明快的乘车环境。

## 出入口
本站目前开放5个出入口。
|              |              |                              |      |
| 编号         | 设施         | 指示                         | 照片 |
|              |              | 望丛中路、蜀信西路           |      |
| 出口 · B     | 无障碍电梯   | 望丛中路、蜀信路一段、红瓦街 |      |
| 出口 · C     |              | 望丛中路、和平街、和顺巷     |      |
| 出口 · D · 1 | 无障碍卫生间 | 望丛中路、书院街             |      |
| 出口 · D · 2 | 无障碍电梯   | 望丛中路、和平街             |      |